# Курпен (Горж)
Курпен (рум. Curpen) насеље је у Румунији у округу Горж у општини Станешти. Oпштина се налази на надморској висини од 372 m.

## Становништво
Према подацима из 2002. године у насељу је живело 759 становника, од којих су сви румунске националности.